# Teaneck
Teaneck ( /ˈtiːnɛk/ ) és un municipi del comtat de Bergen, a l'estat nord-americà de Nova Jersey . És una ciutat dormitori de l'àrea metropolitana de Nova York . Segons el cens dels Estats Units de 2020, la població del municipi era de 41.246 habitants, un augment de 1.470 (+3,7%) respecte al recompte del cens de 2010 de 39.776, que al seu torn reflectia un augment de 516 (+1,3%) dels 39.260 comptats el cens del 2000 . A partir del 2020, Teaneck era el segon més poblat entre els 70 municipis del comtat de Bergen, darrere de Hackensack, que tenia una població de 46.030 habitants.

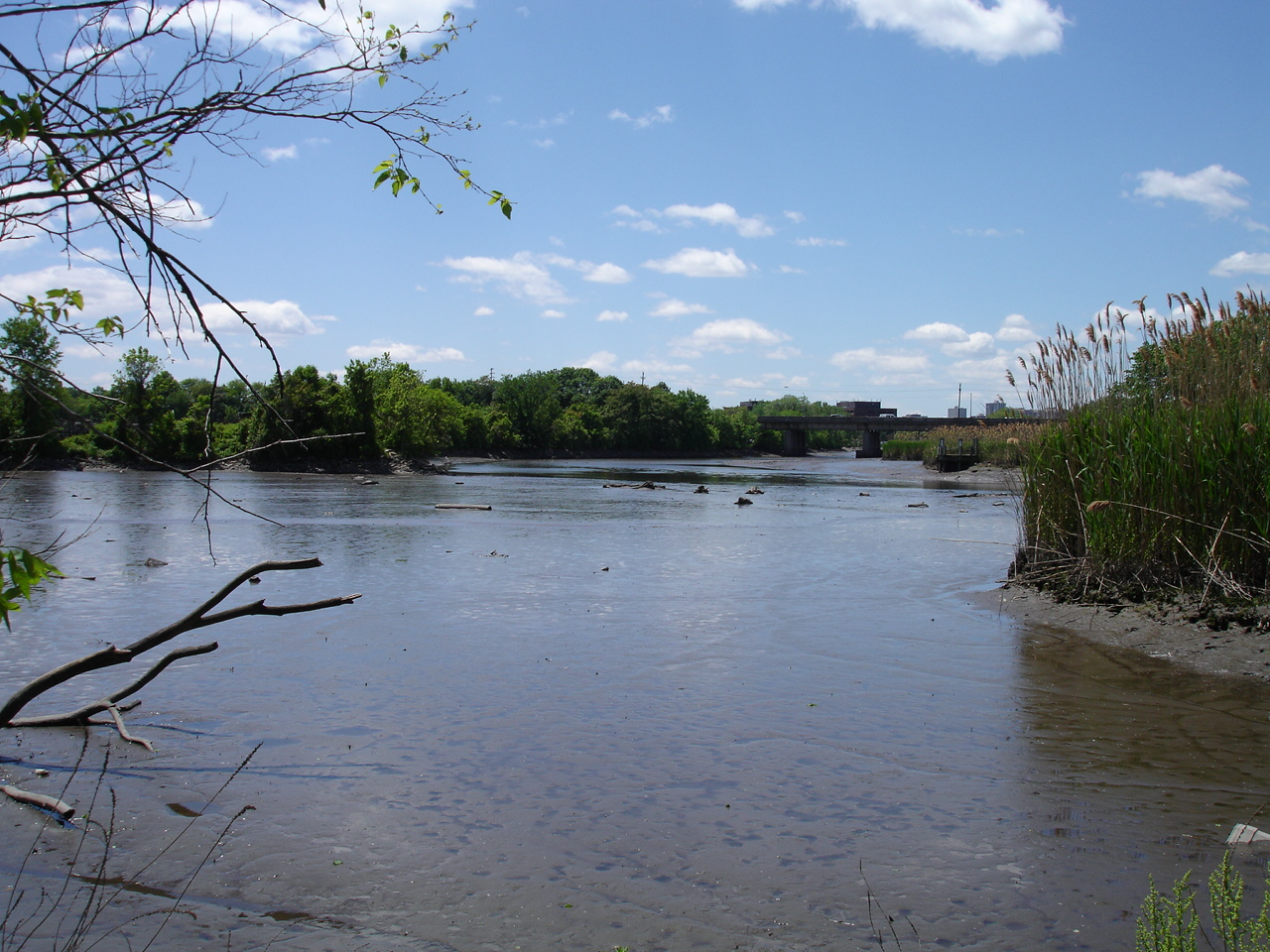
Vista del riu Hackensack, des de la riba a Teaneck

## Economia
Les principals institucions de Teaneck inclouen el Holy Name Medical Center i el Metropolitan Campus de la Universitat Fairleigh Dickinson, la universitat privada més gran de l'estat. L' Armeria de Teaneck és la llar del 50è Batalló de Suport Principal de la Guàrdia Nacional de Nova Jersey .
Cognizant Technology Solutions, un important proveïdor multinacional de serveis d'alta tecnologia, manté la seu central a Teaneck, ubicada al Glenpointe Centre, el grup únic d'entitats comercials de Teaneck més gran, que inclou un hotel Marriott de 350 habitacions i 650,000 peus quadrats (60,000 m2)   d'un espai d' oficines de classe A, així com la seu de Phibro Animal Health, a la intersecció de la Interestatal 95 i la Interestatal 80 .

## Art i cultura
La Fundació Puffin i el seu Fòrum Cultural Puffin han estat els principals defensors i productors d'art a Teaneck, patrocinant obres de teatre i exposicions d'art a la seva ubicació a Puffin Way.
El grup de música afroamericà The Isley Brothers va fundar T-Neck Records, anomenat així per la seva base al municipi. Altres músics del municipi inclouen la banda de rock The Wrens i els rapers DMX i The Notorious BIG

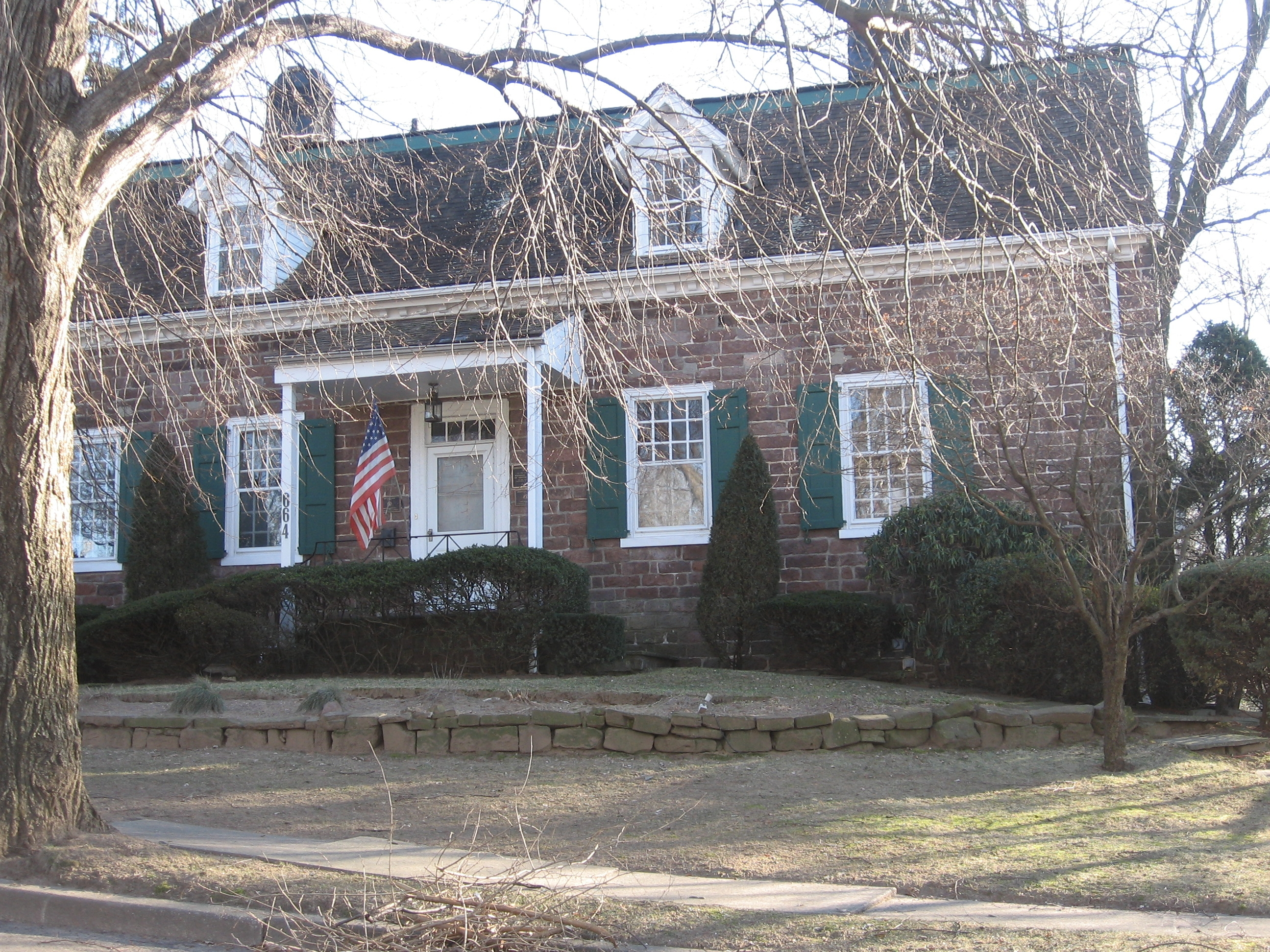
Casa Zabriskie-Kipp-Cadmus